# Nils-Aslak Valkeapää
Nils-Aslak Valkeapää, en lapón Áillohaš (23 de marzo de 1943 - 27 de noviembre de 2001) artista y escritor en lengua sami nacido en Enontekiö en la Laponia finlandesa. 
Pasó gran parte de su vida en Käsivarsi en Finnland, cerca de la frontera con Suecia y en Skibotn en Noruega. Para muchos es el lapón más conocido internacionalmente. Valkeapää nació en una familia que se dedicaba a la ganadería del reno, pero se preparó para ser profesor de colegio. 
El canto yoik es una parte importante de su obra. Su primer trabajó discográfico, Joikuja de 1968 contiene yoik moderno. Valkeapeää compuso la banda sonora de la película Ofelaš o Pathfinder 1987, dirigida por Nils Gaup. En los Juegos Olímpicos de Lillehammer en 1994, tocó en la ceremonia de apertura. 
Como escritor, escribió sobre todo en sami y después fue traducido al finlandés y a las lenguas germánicas escandinavas. Lo primero que publicó fue un panfleto político y después 8 poemarios. 
Falleció en Espoo con 58 años.

## Vida personal
Valkeapää era bisexual, pero ocultó su sexualidad durante toda su vida.